# Oracolo di Delfi

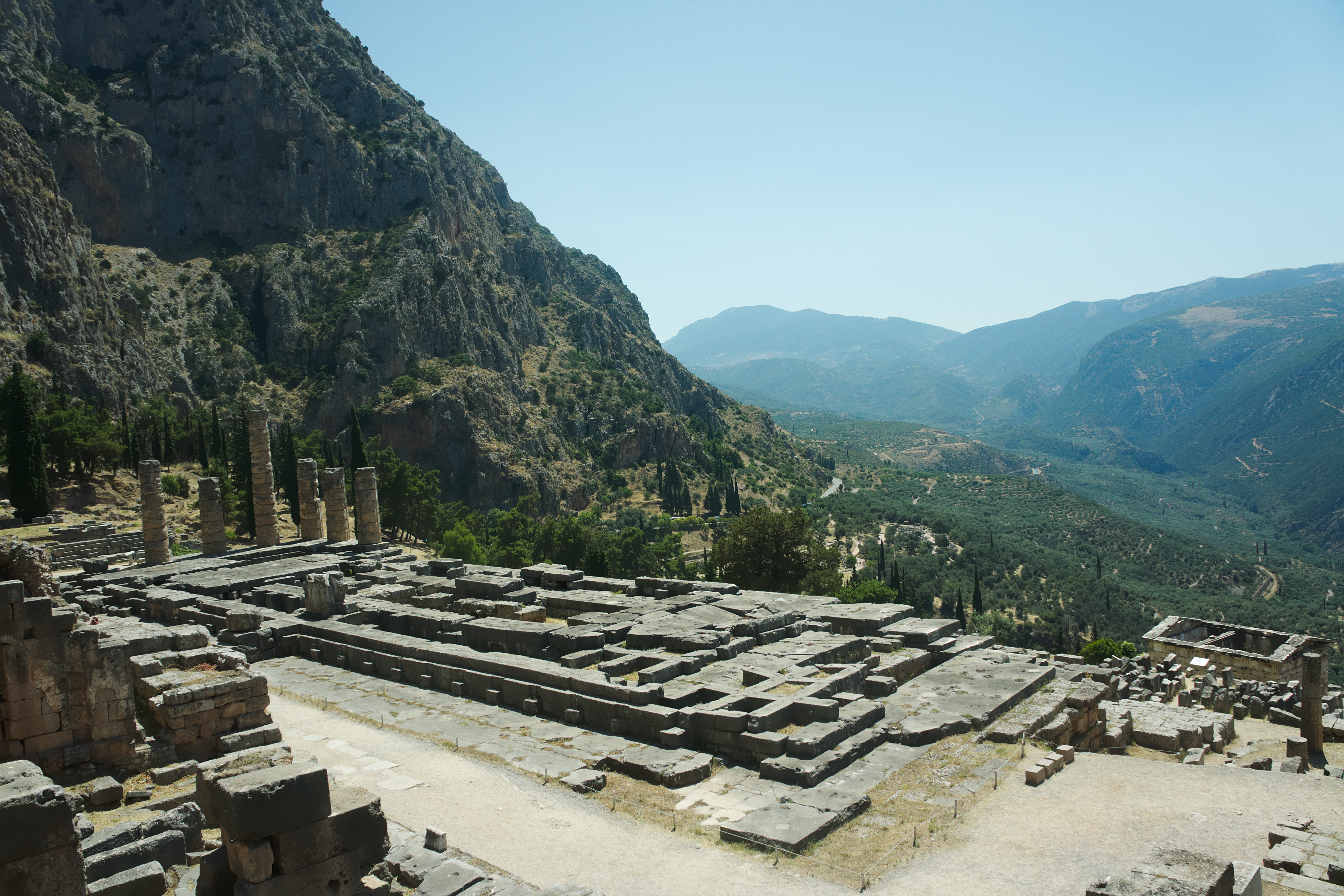
Vista generale del tempio di Apollo a Delfi

L'Oracolo di Delfi o “Delfo” è l'oracolo più prestigioso della religione greca del periodo arcaico.

## Fondazione nella tradizione letteraria
Con l'eccezione dell'autore degli inni omerici ad Apollo, che gli attribuisce la fondazione dell'oracolo, i mitografi sono divisi in due gruppi: per il primo il dio ricevette l'oracolo in dono da altre divinità, come Pan o Zeus,
l'altro, parla di una lotta col serpente (descritto anche come una dragonessa femminile) Pitone (Πύθων) che era il guardiano dell'oracolo, allora posseduto da Gea (Γῆ, la principale divinità ctonia) per ottenerne il controllo.
Pito (Πυθώ o anche Πυθών) era in effetti l'antico nome dell'oracolo e deriverebbe dal πύθω (far imputridire, marcire). Per scontare l'uccisione del serpente, Apollo dovette adattarsi a servire come pastore per sette anni sotto il re Admeto, che peraltro lo trattò sempre con rispetto e considerazione. Alla fine del periodo di pena, Apollo rientrò trionfalmente a Delfi sotto forma di delfino, il che va interpretato come una spiegazione paraetimologica per il nuovo nome dell'Oracolo.

## Storia
Collocato a 500 metri di altitudine, in linea d'aria, a 8 km dal Golfo di Corinto, il santuario panellenico di Delfi, di cui il tempio è la principale costruzione, risale all'Età micenea, mentre le prime figurine testimonianti della sua attribuzione ad Apollo risalgono al VIII secolo a.C.. Dipendente dalla città di Delfi (che decideva ad esempio la promanzia), a partire dal VI secolo a.C. il santuario passò sotto il controllo dell'Anfizionia (ἀμφικτυονία) pilaico-delfica
Nel 548 a.C., il tempio fu distrutto da un incendio. Nel 505 terminerà la sua ricostruzione, avviata grazie ai finanziamenti dei Greci e non solo (contribuì anche il faraone Amasis), e prenderà il nome di tempio degli Alcmeonidi, per via dell'importante ruolo svolto nella ricostruzione dalla famiglia ateniese degli Alcmeonidi, qui esiliata. Nel 373 a.C., il tempio venne nuovamente distrutto, questa volta quasi certamente da un terremoto. La sua ricostruzione tarderà fino al 325 a.C. per via della Terza guerra sacra (356-346).
I Persiani nel 480 a.C. e in seguito i Galli, nel 279 a.C., razziarono la regione del golfo di Corinto, ma il santuario subì pochi danni. L'elevazione nel 168 a.C. di un monumento alla vittoria di Pidna da parte di Lucio Emilio Paolo Macedonico, trasformando una statua equestre di re Perseo di Macedonia, segna l'appropriazione del santuario da parte dei conquistatori Romani. Interventi di riparazione e ripristino del culto vennero da parte di Augusto, Domiziano e Adriano. Il culto di Apollo perdurò a Delfi fino al III secolo.

## Descrizione

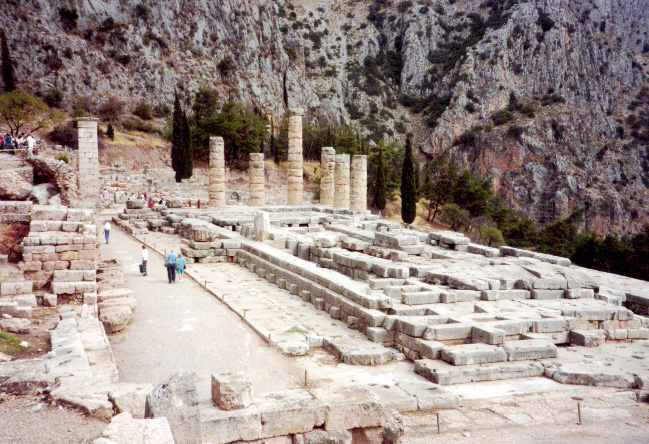
Il tempio di Apollo

Anche se il tempio più antico scavato dagli archeologi risale al VII secolo a.C., il tempio più recente (e le cui rovine sono visibili a Delfi) risale al IV secolo a.C.
Il tempio è periptero, misura 21,64 per 58,18 metri, ha sei colonne doriche sulla facciata e 15 per ogni lato. All'entrata del tempio c'era la scritta: "ΓΝΩΘΙ ΣΕΑΥΤΟΝ", "Conosci te stesso".
Il suo interno è diviso in tre vani: il prónaos (πρόνᾱος), dal lato delle colonne ancora rimaste in piedi), il naós (νᾱός) e l'opisthódomos (ὀπισθόδομος). Il prónaos raccoglieva le "massime" dei Sette Sapienti. Il naós, dalla pianta molto allungata, ospitava invece alcuni altari tra cui quello di Estia e quello di Poseidone. Un locale posto sotto il tempio fungeva da ádyton (ἄδυτον), il luogo dove la Pythía (Πυθία, anche "pizia") pronunciava gli oracoli (χρησμός, chrēsmós).
Nella cella del tempio, davanti alla statua di culto, bruciava un fuoco perenne, alimentato solo da legno di abete. Dal tetto pendevano innumerevoli ghirlande d'alloro. Al centro del pavimento vi era una crepa, detta Χάσμα, da cui si sprigionavano vapori capaci di indurre una specie di trance. Al di sopra di questa crepa era piazzato il tripode su cui la pizia sedeva durante le sessioni oracolari. L'effetto dei fumi viene descritto come molto ineguale. Per lo più si limitava a indurre un delirio durante il quale la pizia pronunciava suoni e parole sconnesse, che venivano accuratamente trascritte e successivamente interpretate e comunicate all'interrogante. Talvolta l'effetto dei fumi era talmente violento da provocare alla pizia forti convulsioni, giungendo anche a ucciderla. Erodoto e altri riferiscono di occasioni in cui la voce del dio era stata udita direttamente da postulanti, senza il tramite della pizia. All'interno vi era anche una fonte d'acqua: la Kassotis, alla quale si abbeveravano la Pizia, i sacerdoti e chi richiedeva gli oracoli.

## L'oracolo

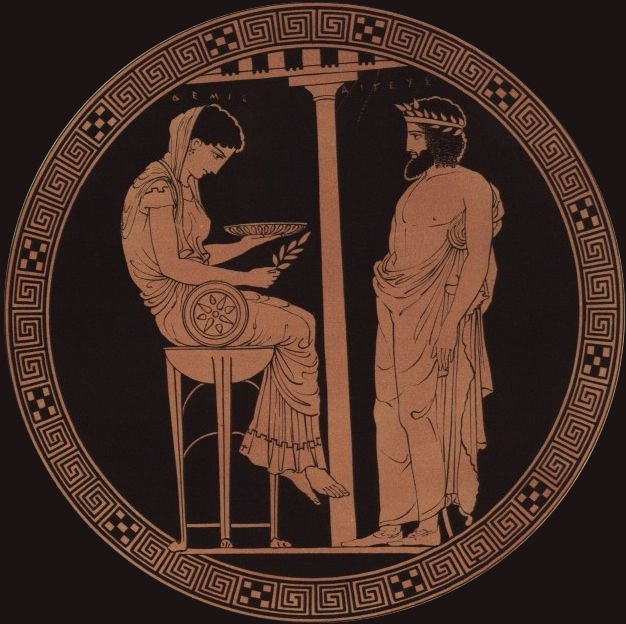
Una kylix attica a figure rosse del 440-430 a.C, opera del Pittore di Kodros, conservata presso l'Antikensammlung di Berlino. In questa immagine Egeo, il mitico re di Atene, consulta non la pizia, ma la dea Themis, divinità della legge e in Eschilo seconda detentrice dell'oracolo, assisa sul bacile di un tripode (τρίπους) di foggia simile a quelli usati per bollire le carni sacrificali.

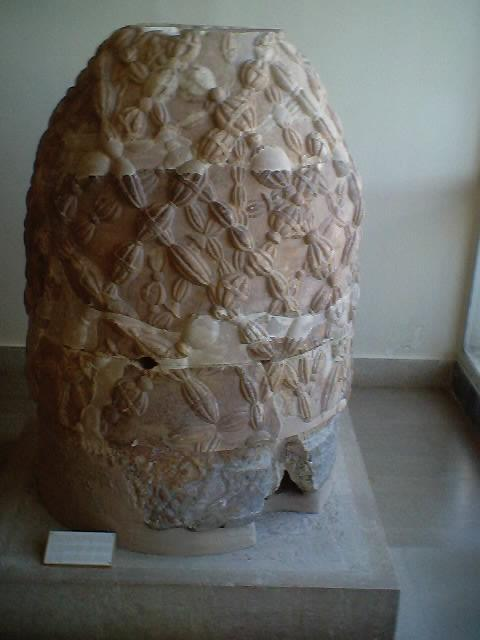
Una copia romana dell'omphalós (ὀμφαλός), la pietra conservata nel tempio dove indicava il centro, l'"ombelico" dell'intero mondo.

Evidenze archeologiche hanno dimostrato che il sito in cui era collocato l'oracolo fu luogo sacro fin dall'epoca pre-greca. In epoca antica la consultazione dell'oracolo conservava una periodicità annuale avvenendo il 7 del mese di Bisio (febbraio/marzo), in epoca classica tale periodicità acquisì una regolare cadenza mensile più le consultazioni considerate straordinarie. L'organizzazione templare risultava articolata: i sacerdoti (ἱερεύς) di Apollo erano due e venivano nominati a vita, essi avevano cura del culto al dio e conservavano la sua statua; seguivano gli hósioi (Ὄσιοι) in numero di cinque, nominati anch'essi a vita controllavano il rispetto dei riti lì celebrati; i prophétes (προφήτης) assistevano invece la Pizia, che viveva nel santuario; seguiva altro personale addetto ai sacrifici (μάγειροι), alle pulizie, all'amministrazione.
La personalità più in vista era la Pizia, la profetessa, scelta tra le donne di Delfi senza alcuna selezione in base all'età e nominata a vita. Potevano esservi più profetesse, fino a tre, la loro esistenza sacra era regolata dalla purezza rituale e dalla continenza, condizione esibita anche per mezzo di un preciso abbigliamento e per un'alimentazione regolata.
Nel caso delle consultazioni ordinarie (mensili), chiunque poteva chiedere responsi e il sacrificio che precedevano i riti era offerto dalla città di Delfi; per quanto attiene invece le consultazioni "straordinarie", il sacrificio che le precedeva era a spese proprie del consultante il quale, se straniero, poteva procedere solo se accompagnato da un prosseno di Delfi. L'ordine della consultazione seguiva secondo alcune rigide regole: i Greci avevano la precedenza sui barbari e tra i Greci, i cittadini di Delfi avevano la precedenza; a seguire, i cittadini dell'anfizionia pilaico-delfica. Nel caso si fosse presentata la condizione di uguale diritto, si tirava a sorte. La città di Delfi si riservava comunque il diritto di riconoscere per decreto la promanzia (προμαντεία), ovvero la possibilità offerta a un consultante di essere ricevuto dall'oracolo prima di altri.
Prima di ogni singolo oracolo, il consultante doveva offrire il πέλανος (pelanós), una libagione in natura, e pagare una tassa il cui ammontare si differenziava in base al fatto se il consulto atteneva alla sfera privata o a quella pubblica. Seguiva un primo sacrificio cruento detto πρόθυσις (próthysis) che corrispondeva generalmente a una capra e, infine, il consultante doveva deporre sul tavolo sacro un'ulteriore parte di un'altra vittima sacrificale. A questo punto si avviava la consultazione: secondo i testi, la pizia entrava nel tempio e faceva bruciare farina d'orzo e foglie di alloro sulla hestía (εστία) dal fuoco perenne, quindi scendeva nell'ádyton (ἄδυτον), il sacro locale posto sotto la pavimentazione del tempio dove era collocato anche l'omphalós (ὀμφαλός), la sacra pietra che indica il centro del mondo. Lì, seduta su un calderone sacrificale (lebēs, λέβης) chiuso da un coperchio e poggiato su un tripode (trípous, τρίπους), tenendo un ramo d'alloro (dáphnē, δάφνη) tagliato fresco e circondata da misteriosi vapori provenienti da una fenditura del terreno che salivano verso un'apertura verticale come quella di un pozzo, ella pronunciava gli oracoli che il προφήτης metteva per iscritto in esametro "omerico", un verso che sarebbe anzi stato inventato da Phemonoe, la prima pizia. La lingua era generalmente dialetto ionico, ma sono noti oracoli in dorico. Non si sa dove il consultante si collocasse, né se la sua domanda venisse o meno trascritta, ma questa domanda era proposta per mezzo di un'alternativa a cui la pizia rispondeva.

### I responsi celebri
Diversi sono i responsi dell'oracolo riportati dalla tradizione greca e giunti a noi sino a oggi.
Un responso riguarda la fondazione di Siracusa e di Crotone. Gli ecisti Archia e Miscello che insieme chiesero un consiglio su dove fondare le nuove colonie. Ma l'oracolo prima di dare responso chiese cosa stessero cercando se ricchezza o salute. Archia scelse la ricchezza, mentre Miscello la salute. L'oracolo quindi indirizzò il primo a Siracusa e il secondo a Crotone.

## Vicende legate all'oracolo di Delfi

### La contesa del tripode
Un episodio mitologico riguarda l'eroe Eracle giunto a Delfi un tempo nota come Delfo, per un responso mentre era in preda ad uno stato di alterazione, tanto da indurre la pizia a non formulare il responso. Eracle, adiratosi, prese il tripode su cui sedeva la pizia con la volontà di impossessarsene, ma in quel momento giunse Apollo a difesa. Ne nacque una contesa per cui ebbe la meglio Apollo, salvando il tripode sacro.

### Pitagora
Nella sua biografia di Pitagora delle Vite e dottrine dei filosofi illustri, Diogene Laerzio (III secolo d.C.) cita la dichiarazione di Aristosseno (IV secolo a.C.) per cui la sacerdotessa delfica Temistoclea insegnò a Pitagora le sue dottrine morali:
Porfirio (233-305 d.C.) la chiama "Aristoclea" (Aristotele), anche se si riferisca alla stessa persona che è stata l'insegnante di Pitagora.